# Madi
Madi är en by (estniska: küla) i Võru kommun i landskapet Võrumaa i sydöstra Estland.
Före kommunreformen 2017 hörde byn till dåvarande Orava kommun i landskapet Põlvamaa.